# Valget i Tyskland 1890
Valget i Tyskland 1890 var det 8. føderale valg i Tyskland efter den tyske rigsgrundlæggelse.

## Resultater
| Parti                                                      | Mandater |
| ---------------------------------------------------------- | -------- |
| Det katolske centerparti (Z - Zentrum)                     | 106      |
| Konservative (DK - Deutschkonservativen)                   | 73       |
| Frisindede Liberale (FP - Freisinnige Partei)              | 66       |
| Nationalliberale (NL - Nationalliberalen)                  | 42       |
| SPD                                                        | 35       |
| Konservative nationalister (DRP - Deutsche Reichspartei)   | 20       |
| Den polske liste (P - Polen)                               | 16       |
| Deutsch-Hannoversche Partei (DHP - hannoverske loyalister) | 11       |
| Franske og elsassiske regionalister (A - Asatianen)        | 10       |
| Nationalister (DVP - Deutsche Volkspartei)                 | 10       |
| Antisemitter (AS - Antisemiten)                            | 5        |
| Andre                                                      | 2        |
| Den danske liste (D - Dänen)                               | 1        |
| Totalt                                                     | 407      |

| Valg | Spire Denne valgsartikel er en spire som bør udbygges. Du er velkommen til at hjælpe Wikipedia ved at udvide den. |